# Henri-Léon Willette
Henri-Léon Willette, né à Bastia le 16 avril 1822 et mort à Paris le 23 juillet 1892, est un militaire français.

## Biographie
Le colonel Henri-Léon Willette est le fils de Julien Joseph Arnould Willette, directeur des subsistances militaires à Bastia, et d'Eugénie Mollière de Thugny. Il est l'époux de Marie Claire Élisabeth Junck dont il a deux enfants, Théodore Willette et Alphonse Willette,. 
Entré à l’École militaire en octobre 1841, il est officier-élève à l’École d'état-major en octobre 1846. Lieutenant depuis le 30 décembre 1848, il est en 1851 l'aide de camp du général Desperais de Neuilly au 9e régiment de cuirassiers. Le 10 mai 1852, il est nommé capitaine et attaché à l'état-major de la 2e division. En 1858, il devient l'aide de camp du général Bazaine, qu'il sert ainsi pendant une douzaine d'années.

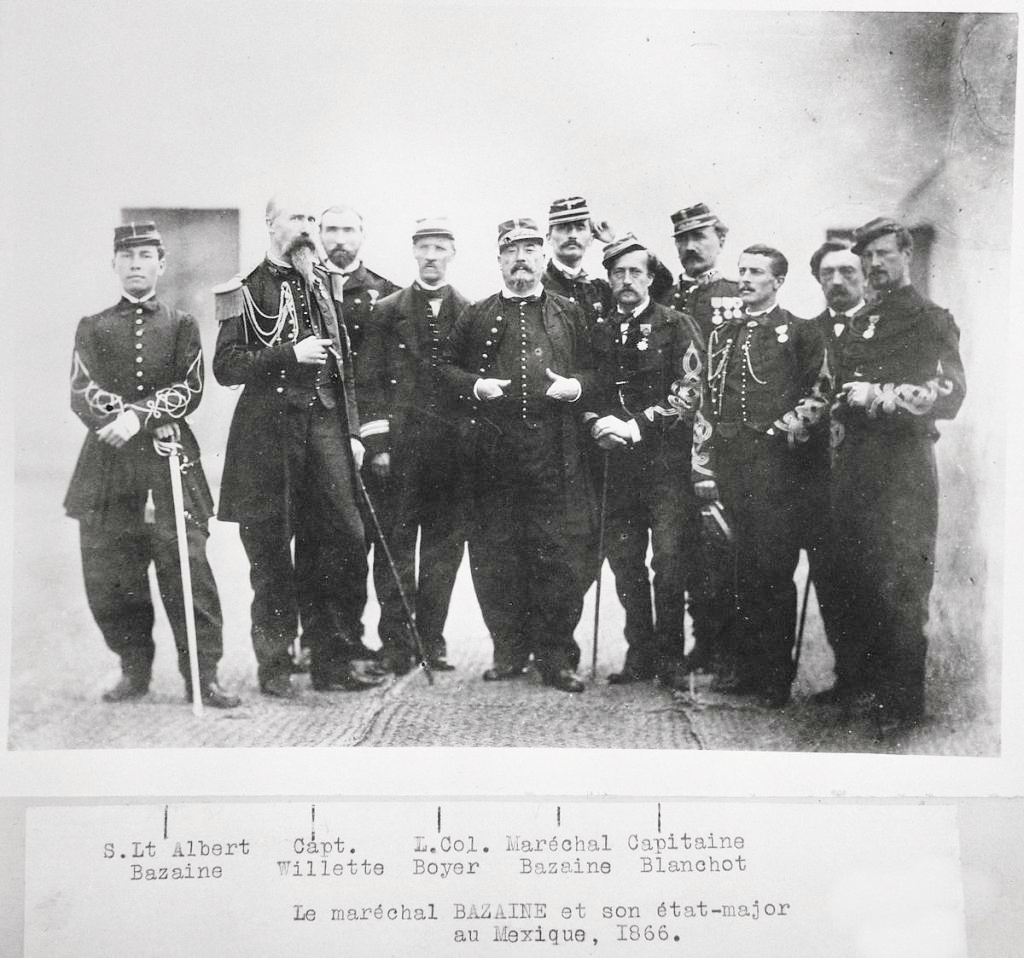
L'état-major du général Bazaine en 1866, Willette, deuxième depuis la gauche.

Au cours de la campagne d'Italie, sa participation à la bataille de Melegnano (1859) lui vaut d'être nommé chevalier de la Légion d'honneur. Il est promu officier de cet ordre après la bataille de San Lorenzo (1863), pendant l'expédition du Mexique.
Lors de la Guerre franco-allemande de 1870, le chef d'escadron Willette est toujours aux côtés du maréchal Bazaine (en tant que deuxième aide de camp, le premier étant le colonel Boyer) quand celui-ci capitule à Metz. Prisonnier en Allemagne, à Cassel, Willette est élevé au grade de lieutenant-colonel en 1873.
Malgré les accusations de trahison à l'encontre du maréchal, son aide de camp lui reste fidèle, témoigne à sa décharge lors de son procès et partage sa captivité sur l'île Sainte-Marguerite. En raison de ce dévouement, le colonel Willette est immédiatement suspecté de complicité après l'évasion du maréchal, le 10 août 1874. Arrêté à Marseille, écroué au fort Saint-Nicolas puis transféré à la prison de Grasse, il est condamné à six mois de prison en septembre. Incarcéré au fort Lamalgue puis libéré le 17 mars 1875, il est placé en disponibilité avant d'être mis d'office à la retraite quelques mois plus tard.
Revenu à la vie civile, il se reconvertit sans grand succès dans le commerce du vin. Lors de l'Exposition universelle de 1878, il obtient une place au Figaro grâce à la bienveillance d'Hippolyte de Villemessant. Par la suite, il est pendant quelque temps le secrétaire d'un cercle parisien.
Admis à l'hôtel des Invalides en 1882, il y meurt le 23 juillet 1892. Le surlendemain, après une cérémonie religieuse avec les honneurs militaires en l'église Saint-Louis-des-Invalides, il est inhumé au cimetière du Montparnasse.
Son fils Adolphe Willette a peint son portrait en pied, grandeur nature (2,17 × 1,30 m), et l'a exposé au Salon de 1887 sous le titre Portrait de mon père (no 2486).

## Décorations
- Officier de la Légion d'honneur (18 mai 1863)[15]
- Officier de l'Ordre de Notre-Dame de Guadalupe (1864)
- Médaille commémorative de la campagne d'Italie (1859)
- Médaille commémorative de l'expédition du Mexique (1862)
- Médaille d'argent de la valeur militaire d'Italie (1859)